# Pothum Plaščanski
Pothum Plaščanski – wieś w Chorwacji, w żupanii karlowackiej, w gminie Plaški. W 2011 roku liczyła 77 mieszkańców.